# 女王陛下 (オブジェ)
『女王陛下』（じょおうへいか、英: Her Majesty the Queen）はジョアン・ミロが1974年に制作し、バルセロナのミロ美術館が所蔵するオブジェ。

## 背景
『女王陛下』は、『国王陛下』『王太子殿下』と共にオブジェの連作になっている。これらが制作された1974年には、ミロは既に国際的な名声を獲得していた。その年には、彼の大回顧展がパリのグラン・パレと市立近代美術館で開かれた。この3点の連作はそこで初めて展示された。
その2年前、『磁場』展がニューヨークのグッゲンハイム美術館で開かれ、ロンドンのヘイワード・ギャラリーでは一連のブロンズ像 (Miro bronzes) が展示された。これらは1975年6月10日に開館したミロ美術館の建設時期にあたる。ミロはその国際的名声とは裏腹に、フランコ政権末期のスペインでは難しい立場に置かれていた。1974年2月、ミロは『死刑の宣告を待つ男』という3枚からなる連作を制作した。これは1974年3月2日に鉄環絞首刑となった活動家サルバドール・プッチ・アンティックの信条を描いたものである。後にスペイン国王となるフアン・カルロスは当時5歳であり、フランコの将来の後継者として彼の庇護下にあった。
ミロは1941年と1966年に、架空の人物『ユビュ王』をモチーフにして、権力に対する批判を込めた作品を制作している。それらでは、取るに足らない素材と、（それによって表現される）権力者たちの尊大さが対比されている。
フランコが没した後、1979年にミロはバルセロナ大学から名誉学位を贈られた際の講演で、芸術家の市民的責務について次のように述べた。
芸術家とは人々が沈黙しているなかで自ら声を上げるものだと思います。そしてそのメッセージも、無益なものでなく、人々に役立つ何かでなければいけません。—ジョアン・ミロ、1979年10月2日

## 2011年の展示
2011年10月に開催された展覧会『ジョアン・ミロ：脱出の梯子』で展示された。

## 関連文献
- Malet, Rosa Maria; Fundació Joan Miró (Barcelona, Spain) (1999-01-01). Fundació Joan Miró: guia. Skira. ISBN 978-84-7254-762-9 2011年10月3日閲覧。
- Malet, Rosa Maria (1983). Joan Miró. Barcelona: Polígrafa. pp. 14-15
- Malet, Rosa Maria (1988). Works by Joan Miró. New York: Foundation. pp. p.452
- Miro, Emilio Fernandez; Pilar Ortega Chapel (2006). Joan Miro. Sculptures. Catalogue raisonné.. Paris: Daniel Lelong-Succession Miró. pp. p.292. ISBN 2-86882-074-3
- Clavero, George J. (1993). Joan Miro. The root and place. New York: Government of Catalonia. ISBN 84-393-2527-4
- Raillard, George (1978). Conversations with Miro. New York: Granica Editor. ISBN 84-7432-036-4